# Радич, Степан
Сте́пан Ра́дич (хорв. Stjepan Radić; род. 11 июня 1871, Требарево Десно, около Сисака, ныне Хорватия — 8 августа 1928, Загреб) — австро-венгерский и югославский политик хорватского происхождения, основатель Хорватской народной крестьянской партии, позднее переименованной в Хорватскую крестьянскую партию (Hrvatska Seljačka Stranka, 1905).
Именно Радич превратил крестьянство Хорватии в самостоятельную политическую силу. Последовательно противостоял объединению сербов и хорватов в одно государство, а после создания единого государства после Первой мировой войны противостоял гегемонии сербов, вёл многообразную и деятельную политическую работу, направленную на обеспечение самостоятельности хорватов и на борьбу с клерикальными и социалистическими конкурентами за влияние на массы. Был смертельно ранен сербским политиком в здании парламента, что ещё больше усугубило раскол между двумя народами.
По опросу 1997 года оказался самым почитаемым историческим деятелем в современной Хорватии.

## Биография

### До возникновения Югославии
Родился в крестьянской семье в селе Десно-Требарьево неподалёку от Сисака (ныне община Мартинска-Вес в Хорватии). Был девятым по счёту из двенадцати детей. Исключённый из гимназии в Загребе, Степан Радич окончил обучение в реальном училище в Карловаце. В 1888 году посетил в Дякове католического епископа Йосипа Юрая Штросмайера, идеолога югославизма и хорватского самоопределения. Епископ Штросмайер представил 17-летнего Радича белградскому митрополиту Михайлу, чтобы тот организовал для юноши поездку в Российскую империю. Степана отправили к местному учителю в Киев, где будущий хорватский политик провёл шесть недель в пещерах Киево-Печерской Лавры.
В 1891 году поступил на юридическое отделение Загребского университета. В 1893 году он был избран представлять студенчество на праздновании 300-летней годовщины битвы при Сисаке, в которой объединённая армия, состоявшая преимущественно из хорватов и крайнянских словенцев, победили турок. В своём выступлении на церемонии Радич критически отозвался о бане Хорватии Карое Куэн-Хедервари, назвав того «мадьярским гусаром». За это он был впервые осуждён и провёл четыре месяца в заключении в Петринье. Радич был в группе студентов, сжёгших 16 октября 1895 года венгерский триколор во время визита императора Франца-Иосифа в Загреб.
В 1899 году Радич окончил Школу политических наук в Париже. Затем жил в Праге, работал журналистом, сотрудничал в чешской, русской и французской прессе. В 1896 году вновь побывал в России. В 1902 году вернулся в Хорватию, в Загреб. В 1904 Степан вместе со старшим братом Анте Радичем, уже широко известным общественным деятелем, основал Хорватскую крестьянскую партию. Партия отстаивала принципы «крестьянской демократии» и «крестьянского права» (единство интересов всего крестьянства, его гегемония в политической жизни, аграрная реформа).
Ещё до начала Первой мировой войны получил известность как общественный деятель, выступавший против присоединения Хорватии, тогда входившей в состав Австро-Венгрии, к королевству Сербия без гарантий хорватской автономии. 24 ноября 1918 года на собрании делегатов, которые должны были принять решение о судьбе Хорватии после окончания войны, он призвал не «мчаться как пьяные гуси в туман» — он опасался дискриминации хорватов в государстве, где ведущую роль играли сербы. Во второй половине XIX века в рамках движения иллиризма предпринимались попытки создать единый литературный язык сербов и хорватов, однако несмотря на близость языков и культур, на Балканах существовала сильная родовая и клановая структура, поэтому опасения о национально-религиозной дискриминации были небеспочвенными.
Под давлением Антанты было создано Королевство сербов, хорватов и словенцев, и двое членов партии Радича были назначены во Временное Представительство, которое должно было служить парламентом вплоть до созыва Учредительного собрания. Тем не менее, представители партии отказались от участия в создаваемом органе.

### Арест
8 марта 1919 года Центральный комитет Хорватской народной крестьянской партии издал резолюцию, где говорилось:
«Хорватские граждане не признают так называемое Королевство сербов, хорватов и словенцев под властью династии Карагеоргиевичей, поскольку данное королевство было провозглашено не Хорватским Сабором и без согласия хорватского народа». 
Полный текст заявления был переведён на французский язык и распространён в зарубежной прессе. Данная резолюция спровоцировала югославское правительство на арест Радича и ряда его сторонников. Радич находился в заключении до февраля 1920 года, и был выпущен незадолго до первых парламентских выборов в королевстве, которые состоялись в ноябре. На выборах его партия получила 230 590 голосов, или 50 мест в парламенте из 419. Перед первым заседанием парламента после массового митинга в Загребе, где присутствовало около 100 000 участников, Степан Радич и руководство партии провели чрезвычайное заседание, на котором было принято решение, что партия не будет участвовать в парламентских дискуссиях, пока не урегулированы разногласия с Сербией по вопросам управления Хорватией, дискриминации хорватского населения и чрезмерной власти короля по отношению к центральному правительству в Белграде.

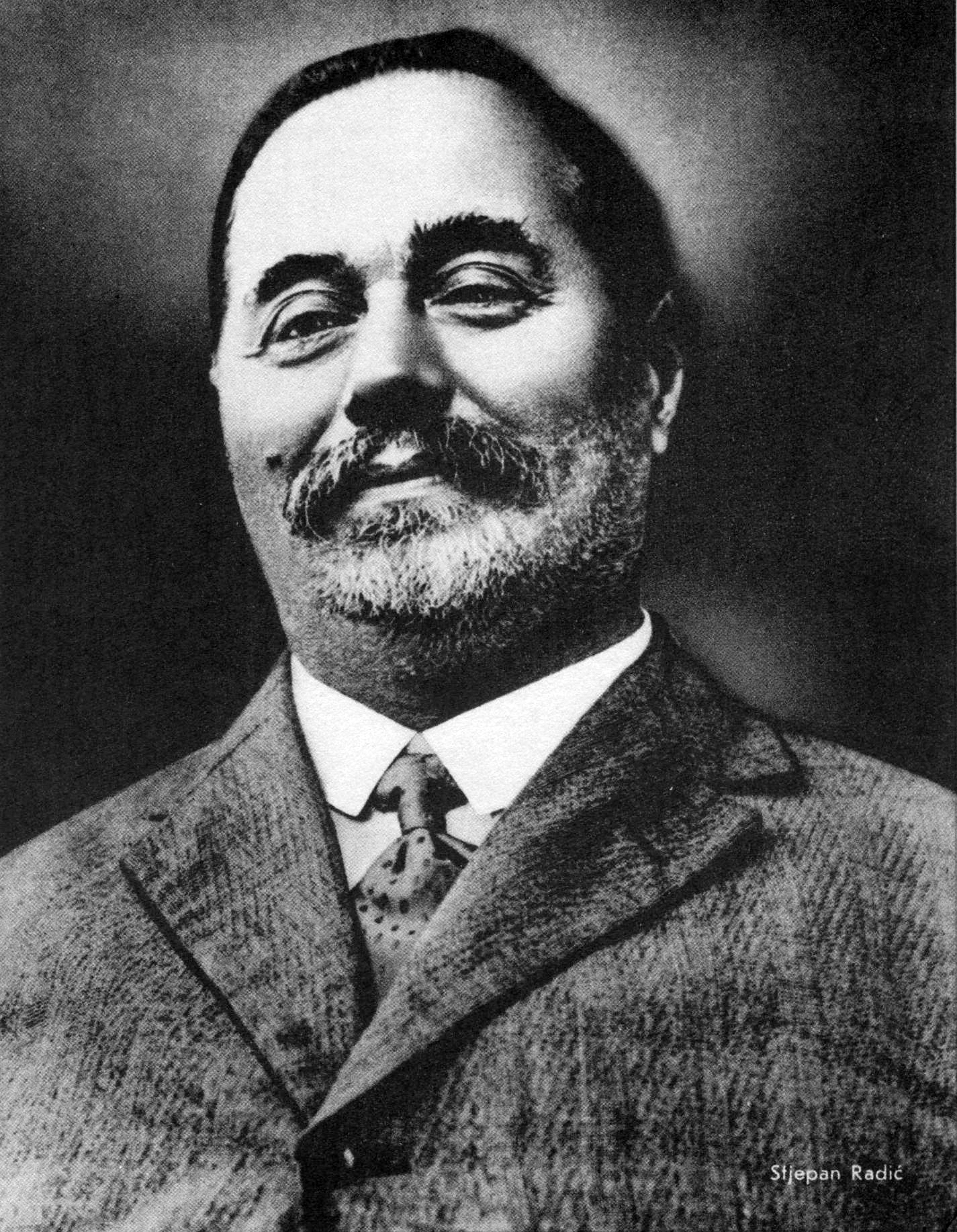
Портрет Степана Радича в 1920-е гг.

### Новая конституция
12 декабря 1920 года состоялось первое заседание парламента Королевства сербов, хорватов и словенцев, но без участия представителей Хорватской народной крестьянской партии (50 депутатов) и Хорватской партии прав (2 депутата). 28 июня 1921 года была принята Конституция королевства (Видовданский устав) голосами 223 депутатов из общего числа 419.
На следующих парламентских выборах в марте 1923 года противостояние Радича белградскому правительству обеспечило ему дополнительные голоса, партия получила 70 депутатских мест или 473 733 голосов.

### Новое заключение
Радич продолжал отстаивать идею независимости Хорватии, поэтому его партия в знак протеста не участвовала в деятельности парламента. Это позволило премьер-министру Николе Пашичу сконцентрировать власть в своих руках и усилить влияние сербов в правительстве. В 1923 году Радич совершил длительное зарубежное путешествие, посетив Великобританию (5 месяцев), Австрию (5 месяцев) и СССР. В Советском Союзе он провёл 2 месяца; результатом стало его дальнейшее сближение с левыми и вступление Хорватской республиканской партии в революционный («красный») Крестьянский интернационал, связанный с Коминтерном, в 1924 году. После своего возвращения в 1924 году Радич был арестован в Загребе по обвинению в связях с коммунистами. Целью путешествия была международная пропаганда требований хорватов к правительству Королевства сербов, хорватов и словенцев.
После освобождения Радич вернулся в политику, однако натолкнулся на проблемы. 23 декабря правительство, в котором доминировали сербы, объявило, что Хорватская республиканская крестьянская партия не соответствует закону о внутренней безопасности 1921 года (основным поводом были антимонархические установки партии), а 1 января 1924 года с аналогичным заявлением выступил король Александр I Карагеоргиевич. Вслед за заявлением короля состоялись аресты руководителей партии, в том числе Радича.
В начале 1920-х годов югославское правительство Н. Пашича оказывало политическое давление на избирателей и этнические меньшинства, конфисковало оппозиционные памфлеты и принимало прочие меры с тем, чтобы оппозиция оставалась в меньшинстве в парламенте. Пашич считал, что Королевство СХС следует централизовать как можно больше, и вместо региональных правительств следует создать Великую Сербию.
После парламентских выборов в феврале 1925 года партия Радича, даже при том, что всё руководство было арестовано, завоевала 67 мест в парламенте, получив 532 872 голосов. Партия вступила в коалицию с Демократической партией (Demokratska stranka), Словенской народной партией (Slovenska ljudska stranka) и Югославской мусульманской организацией (Jugoslavenska muslimanska organizacija).

### Возвращение в парламент
Сразу после парламентских выборов в марте 1925 Хорватская республиканская крестьянская партия изменила название, превратившись в Хорватскую крестьянскую партию. При поддержке партнёров по коалиции ХКП заключила соглашение с основной консервативной сербской партией — Народной радикальной партией, в результате чего удалось достичь согласия по поводу разделения власти, а также добиться освобождения из тюрьмы ряда лидеров ХКП. В результате ХКП пошла на ряд уступок, таких, как признание центрального правительства и власти монарха, а также Видовданской конституции на заседании парламента 27 марта 1925 года Радич был назначен министром образования, министерские посты получили и другие деятели партии. Однако данное соглашение рухнуло после смерти лидера сербской радикальной партии Н. Пашича 10 декабря 1925 года.
Вскоре Радич ушёл в отставку с поста министра в 1926 году и вернулся в оппозицию, а в 1927 году заключил коалицию со Светозаром Прибичевичем, председателем Независимой демократической партии — ведущей партии сербов в Хорватии. Долгое время до того демократы были оппонентами крестьянской партии, однако они разочаровались монополией радикалов на власть. Благодаря такой коалиции Радич получил парламентское большинство в 1928 году, однако не смог сформировать правительство. Коалиции крестьянской партии и демократов противостояли некоторые видные представители хорватской элиты, как, например, писатель Иво Андрич, который обозвал сторонников партии «дураками, идущими за слепой собакой» (то есть Радичем).

### Убийство в парламенте

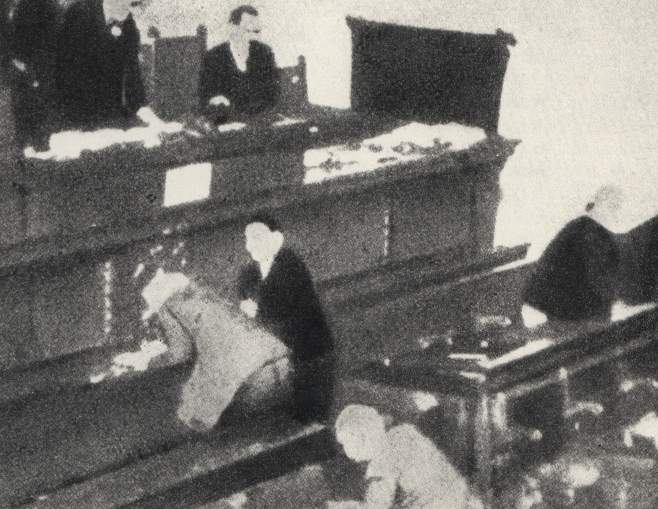
Фотография выстрелов Пуниши Рачича на Национальной Ассамблее в представителей Хорватской крестьянской партии

В парламенте возникла патовая ситуация — радикалы потеряли власть, а их оппоненты, коалиция Радича—Прибичевича, не могла сформировать правительство. Начались провокации, в основном, по этнической линии. Радича неоднократно предупреждали об опасности убийства.
19 июня 1928 года в парламенте сербский националистический депутат от Черногории, член Народной радикальной партии Пуниша Рачич произнёс провокационную речь, которая вызвала бурную реакцию оппозиции, однако сам Радич хранил молчание. В конце концов хорватский депутат Иван Пернар выкрикнул Рачичу оскорбление, обвинив его в коррупции, в ответ на что Рачич выхватил револьвер, застрелил Пернара и продолжил стрельбу по хорватским депутатам. Радич был смертельно ранен и умер через несколько недель. На его похороны пришло очень много сторонников, а его смерть создала серьёзный раскол между сербами и хорватами.
Пуниша Рачич, убийца Радича и других хорватских депутатов, был приговорён к заключению, которое «отбывал» на роскошной вилле в Сербии с большим количеством прислуги. Освобождён в 1941 г., вёл благополучную жизнь в оккупированном нацистами Белграде, однако был похищен и казнён югославскими партизанами в 1944 г.
Вскоре после политического кризиса, связанного с убийством, 8 января 1929 года король Александр I Карагеоргиевич отменил конституцию, распустил парламент и объявил королевскую диктатуру, изменив название страны на «Югославия» и начав подавление национальных движений.
Радич похоронен на кладбище Мирогой в Загребе.

## Наследие

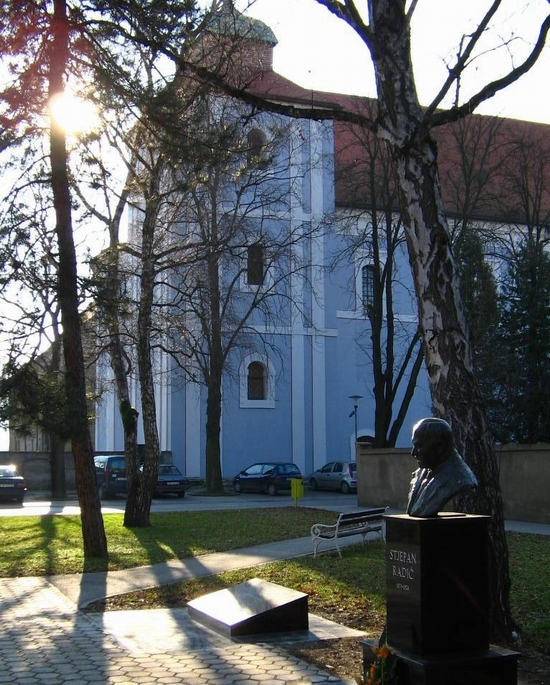
Памятник Степану Радичу в городе Славонски-Брод

Смерть от рук убийцы превратила Радича в мученика, его имя сделали иконой в политической борьбе не только новый руководитель партии Владко Мачек, но и представители других хорватских партий, как правых, так и левых.
Усташи использовали гибель Радича как доказательство сербской гегемонии и как оправдание своей террористической деятельности против сербов. Несмотря на это, Усташи убили или отправили в тюрьмы многих деятелей Крестьянской партии, в том числе её нового лидера В. Мачека. С другой стороны, югославские партизаны-титовцы пользовались авторитетом бывшей Крестьянской партии для вербовки новых членов из людей, разочарованных политикой усташей, а в 1943 году присвоили одной из бригад имя Антуна и Степана Радичей.
Имя Степана Радича неоднократно использовалось во время событий Хорватской весны в начале 1970-х гг. Многие учреждения и улицы в Хорватии носят его имя, а его портрет был изображён на банкноте в 200 кун.